# Capitoli di Last Exile: Travelers from the Hourglass

Copertina del primo volume dell'edizione italiana

Questa è la lista dei capitoli del manga Last Exile: Travelers from the Hourglass ideato e scritto dallo studio Gonzo e disegnato da Minoru Murao. Venne pubblicato dalla Kadokawa Shoten nel 2011 sulla rivista Newtype Ace come breve sequel di 11 capitoli dell'anime Last Exile del 2003.
Il manga torna a narrare le avventure dei protagonisti di Last Exile dopo che questi affrontarono il viaggio verso la Terra a bordo dell'Exile lasciando il pianeta natale Prester, che si scoprì essere un pianeta artificiale dove l'uomo avrebbe dovuto vivere per 600 anni prima di fare il suo ritorno sul pianeta azzurro. Su una Terra dalla quale si possono osservare sei vicini quanto sconosciuti satelliti Claus, Lavie, Alvis e tutti gli altri emigranti daranno il via ad una nuova vita piena di speranze, ma presto scopriranno che le minacce passate sono tornate per perseguitarli anche nella loro nuova patria, in quanto la Gilda si fa vedere anche là e sempre con l'intento di rapire Alvis Hamilton.
A differenza delle prime due opere Last Exile e Last Exile: Fam The Silver Wing in Last Exile: Travelers from the Hourglass i capitoli hanno titoli non in relazione con elementi del gioco degli scacchi.

## Lista volumi
| Nº | Titolo italiano Giapponese 「Kanji」 - Rōmaji | Data di prima pubblicazione             | Data di prima pubblicazione |
| Nº | Titolo italiano Giapponese 「Kanji」 - Rōmaji | Giapponese                              | Italiano                    |
| 1  | Last Exile - Travelers of the Hourglass 1 「ラストエグザイル - 砂時計の旅人 1」 - Rasuto Eguzairu - Sunadokei no Ryojin 1 | 17 dicembre 2011 ISBN 978-4-04-120059-9 | 29 maggio 2014              |
| 1  | Capitoli - 0. The world we came from - 1. Fields of wheat - 2. Vice-captain Tatiana - 3. Maiden of the Exile - 4. Tatiana's home - 5. Navigator |                                         |                             |
| 1  | Trama Claus, Lavie, Alvis, Tatiana, Alister, Mullin, Dunya e Holly Mad-thane lasciano il pianeta artificiale Prester sul quale sono nati e a bordo dell'Exile raggiungono la Terra, il corpo celeste dal quale provenivano i loro avi. Nell'entrare nell'atmosfera l'Exile viene notato da delle piccole Fam e Giselle, le protagoniste del manga e anime Last Exile: Fam The Silver Wing, che in quel momento stavano osservando i sei vicini satelliti visibili nel cielo. Claus, Lavie, Alvis e Holly si stanziano in una fattoria mentre Tatiana e Alister sono tornate in servizio come militari, questa volta a bordo di una nave del nuovo esercito del Regno Unito di Anatore-Disith. Impegnati nel rifarsi una vita sul pianeta Terra i protagonisti a sorpresa vengono attaccati da un caccia della Gilda che rapisce Alvis ed Holly, ma Claus e Lavie a bordo di una vanship si mettono all'inseguimento del nemico e riescono ad abbatterlo, recuperando le due amiche rapite. L'esercito viene allertato e Claus e Lavie effettuano un giro di ricognizione allo scopo di individuare eventuali altri caccia della Gilda; i protagonisti vengono intercettati ed abbattuti da uno dei caccia e fronteggiati dall'agente della Gilda, ma l'intervento della nave Dian Cecht della quale Tatiana è il vice-capitano impone la fuga al nemico. Tatiana invita Claus a cena per discutere di Alvis, ma in realtà si tratta di un pretesto in quanto Alister e lo zio Henrick Wisla hanno messo pressione su Tatiana stessa per questo incontro: la cena va oltre il tempo limite e Claus finisce per ubriacarsi mentre a casa di Mullin e Dunya sono tutti preoccupati per il fatto che Claus non rientra e Mullin insinua una possibile relazione tra Claus e Tatiana, affermazione che causa una reazione non felice da parte di Lavie. La notte stessa i caccia della Gilda arrivano a casa di Mullin e rapiscono Alvis e Lavie. |                                         |                             |
| 2  | Last Exile - Travelers of the Hourglass 2 「ラストエグザイル - 砂時計の旅人 2」 - Rasuto Eguzairu - Sunadokei no Ryojin 2 | 6 luglio 2012 ISBN 978-4-04-120335-4    | 24 luglio 2014              |
| 2  | Capitoli - 6. Twin - 7. A young woman's desire - 8. A young woman's courage - 9. Those without honor - 10. The Maiden's decision |                                         |                             |
| 2  | Trama Claus e Tatiana si mettono a bordo di una vanship per cercare la base della Gilda nella quale vengono tenute prigioniere Al e Lavie, le quali vengono divise e Alvis viene ben accolta dagli agenti gemelli Uroctea e Aranea; la stessa Alvis scoprirà che nella base della Gilda gli agenti dell'organizzazione vengono creati artificialmente clonando un gene superiore. Claus e Tatiana rinvengono la carcassa del caccia a stella precedentemente abbattuto da Claus e Lavie e grazie a quello ottengono la posizione della base della Gilda. I due si dirigono sul posto, ovvero una base estremamente tecnologica e camuffata da montagna, e subito vengono attaccati da una flotta di caccia della Gilda ed abbattuti; Claus ripara velocemente i danni subiti ma in una discussione Tatiana chiede al compagno se ritiene che lei sia sufficientemente brava per poter sostituire Lavie nel ruolo di navigatore, e in attesa di una risposta fa la sua comparsa la nave Dian Cecht che attira a sé i caccia nemici, i quali attaccano la cabina di pilotaggio e sono prossimi ad uccidere il capitano Friedland ed Alister ma Claus e Tatiana intervengono speronando il caccia nemico; Tatiana entra nella nave per sostituire il ferito Friedland nel ruolo di capitano. La Dian Cecht ingaggia un conflitto con i caccia nemici e si nasconde tra le nuvole: qui Tatiana mette in atto un'astuta tattica di attacco grazie alle abilità balistiche dello zio Henrick e a tutte le risorse della nave e riesce a respingere il nemico; nel frattempo Claus entra nella base nemica e recupera Lavie. Claus e Lavie riescono a salvare Alvis e ripartono con lei dirigendosi verso "La porta divina", un luogo segreto che in teoria dovrebbe celare un'arma costruita 600 anni prima utile ad eliminare i rifugiati di Prester nel caso questi si fossero dimostrati nuovamente una minaccia per il pianeta Terra, arma che i membri della Gilda vogliono utilizzare sfruttando Al come chiave per attivarla. I protagonisti vengono attaccati dall'agente Aranea ma riescono a seminarlo e ad attivare "La porta divina": essa altro non è che l'enorme distesa di grano vista da Alvis in sogno già a Prester, dalla quale l'umanità dovrà ripartire per ricostruire il pianeta, in quanto trattasi di un impianto di riproduzione automatica di cibo, utile per i rifugiati di Prester. Alvis tende la mano ad Aranea, e successivamente i rappresentanti del Regno Unito di Anatore-Disith e della Gilda si stringono la mano in segno di alleanza. Nella fattoria Holly, Mullin e Dunya scoprono che il grano di Anatore seminato da Claus ad inizio opera ha cominciato a crescere. |                                         |                             |